# キャンディセレクト
キャンディセレクト (Can♥d Select) は、パラダイムの発行するジュブナイルポルノの新書シリーズ。
2002年5月16日に「Hで楽しい短編集」をコンセプトとして創刊。「学園」「メイド」「ナース」など、各巻ごとに設定されたテーマに沿って、毎回4組の作家とイラストレーターが新作短編を掲載する書き下し小説アンソロジー。ジュブナイルポルノとしては珍しいアンソロジーノベルの形態をとったシリーズ。
名称の正規表現が「Can♥d Select」でキャンディセレクトと読ませる為、一部の媒体では「Can・d Select」の暫定表記も見られる。
2002年5月のVol.1より不定期刊行を開始し、2004年7月のvol.11を最後に新規の発行は停止している。

## 刊行一覧
- Can-d Select Vol.1『恋・学園物語 〜クラスメート味〜』[1]（2002年5月16日）ISBN 4-89490-601-5
  - 「Love Me メッセンジャー」（著：三田村半月、画：あんみつ草）
  - 「彼女×俺×彼女」（著：松田珪、画：shima）
  - 「クラスメートは笑わない」（著：布施はるか、画：ひめはち）
  - 「拓也の恋愛事情」（著：雑賀匡、画：三日月あきら!）
  - カバーイラスト：赤丸（表表紙）

- Can-d Select Vol.2 『館・メイド物語 〜ずっといっしょ味〜』[2]（2002年8月10日）ISBN 4-89490-602-3
  - 「嫌われちゃった?」（著：清水マリコ、画：いずみことこ）
  - 「遺言ゲーム」（著：雑賀匡、画：神醸ゆに）
  - 「鋼鉄のアリス 東部戦線1945」（著：菅沼恭司、画：Y人）
  - 「お大尽トライアル」（著：王八大、画：白詰草）
  - カバーイラスト：Maruto!（表表紙）

- Can-d Select Vol.3 『看・ナース物語 〜お世話させてね味〜』[3]（2002年9月10日）ISBN 4-89490-603-1
  - 「彼女は出張デンタルナース!?」（著：布施はるか、画：しんしん）
  - 「First Love」（著：毬江奈津子、画：あかり☆かずと）
  - 「秘密の TO TWO TWO」（著：水島沙夜、画：月宮瑠兎）
  - 「島のソフィー マルタ1942」（著：菅沼恭司、画：Y人）
  - カバーイラスト：みさくらなんこつ（表表紙）、えつる（裏表紙）

- Can-d Select Vol.4 『純・いもうと物語 〜ふたりのヒミツ味〜』[4]（2002年11月23日）ISBN 4-89490-604-X
  - 「兄妹×失格」（著：岡田留奈、画：えつる）
  - 「魔法のトリコ」（著：松田珪、画：みけおう）
  - 「直樹の恋愛生活」（著：雑賀匡、画：葛葉沙耶）
  - 「sisterの受難 フィレンツェ1348」（著：菅沼恭司、画：Y人）
  - カバーイラスト：赤丸（表表紙）、あかり☆かずと（裏表紙）

- Can-d Select Vol.5 『辱・学園物語 〜女生徒は蜜の味〜』[5]（2002年12月14日）ISBN 4-89490-605-8
  - 「視聴覚“狂”室」（著：布施はるか、画：朝木貴行）
  - 「放課後の痴戯」（著：南雲恵介、画：月宮瑠兎）
  - 「職権乱交」（著：高橋恒星、画：憧明良）
  - 「ゴースト メンバー」（著：王八大、画：F.S）
  - カバーイラスト：宇宙帝王（表表紙）、しんしん（裏表紙）

- Can-d Select Vol.6 『想・幼なじみ物語 〜いつもいっしょ味〜』[6]（2003年2月20日）ISBN 4-89490-606-6
  - 「両手にダンベル」（著：高橋恒星、画：えつる）
  - 「番長が恋する頃」（著：朱鳥優歩、画：鈴珪ゆうま）
  - 「降星祭夜」（著：岡田留奈、画：朝木貴行）
  - 「小さな小さなクー」（著：菅沼恭司、画：Y人）
  - カバーイラスト：みけおう（表表紙）、しんしん（裏表紙）

- Can-d Select Vol.7 『快・運動部物語 〜むっちり太もも味〜』[7]（2003年3月21日）ISBN 4-89490-607-4
  - 「スコートはもうはかない」（著：南雲恵介、画：月宮瑠兎）
  - 「リベロを狙え」（著：布施はるか、画：萌兎うさな）
  - 「ミッシングマニュアル」（著：森崎亮人、画：あかり☆かずと）
  - 「プライベート・レッスン」（著：フジウヨシエ、画：しんしん）
  - カバーイラスト：みさくらなんこつ（表表紙）、えつる（裏表紙）

- Can-d Select Vol.8 『宴・ウェートレス物語 〜看板娘はイチゴ味〜』[8]（2003年5月22日）ISBN 4-89490-608-2
  - 「二人でお茶を」（著：有沢黎、画：ちんじゃおろおす）
  - 「ミニ・ミニ・レッスン」（著：布施はるか、画：日由るま）
  - 「カフェ de メイド」（著：土器正樹、画：カスカベアキラ）
  - 「ごきげんよう! ハイカラ三天使」（著：三田村半月、画：F.S）
  - カバーイラスト：えつる（表表紙）、朝木貴行（裏表紙）

- Can-d Select Vol.9 「魔・幻想物語 〜魅惑の冒険少女味〜」[9]（2003年12月25日）ISBN 4-89490-609-0
  - 「降星祭夜」（著：岡田留奈、画：朝木貴行）
  - 「カーリーズ・デンジャラス」（著：高橋恒星、画：F.S）
  - 「いつの日か還る」（著：王八大、画：しんしん）
  - 「迷宮委員長」（著：菅沼恭司、画：Y人）
  - カバーイラスト：たもりただぢ（表表紙）、しんしん（裏表紙）

- Can-d Select Vol.10 『咲・いもうと物語 〜小さなつぼみ味〜』[10]（2004年4月23日）ISBN 4-89490-610-4
  - 「いもうと☆わんこ」（著：松田珪、画：しんしん）
  - 「好きだから、好きだけど」（著：しだれ桜、画：ごま）
  - 「早く起きてね My Darling♪」（著：彩音、画：おから）
  - 「お兄ちゃんが嫌いな理由。」（著：岡田留奈、画：ちんじゃおろおす）
  - カバーイラスト：みけおう（表表紙）、ちんじゃおろおす（裏表紙）

- Can-d Select Vol.11 『夢・魔法少女物語 〜変身つるぺた味〜』[11]（2004年7月23日）ISBN 4-89490-611-2
  - 「マジックorトリート」（著：森崎亮人、画：みけおう）
  - 「恋はホウキに乗って」（著：朱鳥優歩、画：木更津）
  - 「ゆんと魔法のケータイ」（著：布施はるか、画：涼樹天晴）
  - 「未来型魔女っ子恋愛理論」（著：Rusty Soul、画：星野和彦）
  - カバーイラスト：RIKI（表表紙）、木更津（裏表紙）